# Bagà
Bagà – gmina w Hiszpanii, w prowincji Barcelona, w Katalonii, o powierzchni 43,11 km². W 2011 roku gmina liczyła 2396 mieszkańców.